# Lorenzo Loppa
Lorenzo Loppa (Segni, 14 luglio 1947) è un vescovo cattolico italiano, dal 10 novembre 2022 vescovo emerito di Anagni-Alatri.

## Biografia
Nasce a Segni, allora sede vescovile in provincia di Roma, il 14 luglio 1947.

### Formazione e ministero sacerdotale
Compie i suoi studi alla scuola media del seminario di Segni, al ginnasio del Seminario di Velletri e frequenta i corsi filosofico-teologici nel Pontificio Collegio Leoniano di Anagni. Ottiene poi la licenza e la laurea in teologia sacramentaria presso la Pontificia Università Lateranense.
Il 17 luglio 1971 è ordinato presbitero, nella cattedrale di Santa Maria Assunta a Segni, dal vescovo Luigi Maria Carli per la diocesi di Segni.
Nel 1972 viene nominato vicerettore del seminario minore di Segni e vicario coadiutore della parrocchia di Santa Maria degli Angeli, della quale diventa parroco nel 1984. Perfeziona gli studi teologici presso la Pontificia Università Lateranense, conseguendo il dottorato con una tesi dal titolo "In persona Christi - Nomine Ecclesiae: linee per una teologia del ministero nel Vaticano II e nel Magistero Post conciliare". Dal 1983 al 1992 è assistente ordinario alla cattedra di Teologia Sacramentaria con il professore mons. Francesco Marinelli, insegnando teologia sacramentaria e liturgia in molti istituti e seminari, tra cui l'Ecclesia Mater, il Caymari, il Camillianum di Roma, oltre che a Latina, Formia, Velletri, Colleferro, e al Seminario Leoniano di Anagni.
Nel 1989 diventa vicario episcopale per la pastorale della sede suburbicaria di Velletri-Segni.

### Ministero episcopale
Il 28 giugno 2002 papa Giovanni Paolo II lo nomina vescovo di Anagni-Alatri; succede a Francesco Lambiasi, dimessosi dopo essere stato nominato assistente ecclesiastico generale dell'Azione Cattolica. Il 22 settembre seguente riceve l'ordinazione episcopale, nella cattedrale di Anagni, dal cardinale Camillo Ruini, co-consacranti l'arcivescovo Paolo Romeo e i vescovi Francesco Lambiasi e Andrea Maria Erba. Durante la stessa celebrazione prende possesso della diocesi, mentre il 29 settembre fa il suo ingresso ad Alatri.
Sin dall'inizio del suo servizio episcopale in diocesi prende atto che «dopo l'unione delle due ex diocesi di Alatri e di Anagni» manca «uno spazio per accogliere – secondo la stessa normativa della CEI – i molteplici uffici e servizi diocesani che nel frattempo erano stati creati» e «un riferimento oggettivo e funzionale in grado di fungere da collante e da animazione della vita pastorale diocesana». Promuove così la costruzione di una nuova curia diocesana a Fiuggi, facendo della cittadina termale «accogliente e conosciuta, una sorta di passaggio intermedio tra [le] due precedenti realtà ecclesiali».
Il 10 novembre 2022 papa Francesco accoglie la sua rinuncia, presentata per raggiunti limiti di età, al governo pastorale della diocesi di Anagni-Alatri; gli succede Ambrogio Spreafico, vescovo di Frosinone-Veroli-Ferentino, avendo il papa unito in persona episcopi le due sedi. Rimane amministratore apostolico di Anagni-Alatri fino all'ingresso del successore, avvenuto il 15 gennaio 2023.

## Genealogia episcopale
La genealogia episcopale è:
- Cardinale Scipione Rebiba
- Cardinale Giulio Antonio Santori
- Cardinale Girolamo Bernerio, O.P.
- Arcivescovo Galeazzo Sanvitale
- Cardinale Ludovico Ludovisi
- Cardinale Luigi Caetani
- Cardinale Ulderico Carpegna
- Cardinale Paluzzo Paluzzi Altieri degli Albertoni
- Papa Benedetto XIII
- Papa Benedetto XIV
- Papa Clemente XIII
- Cardinale Bernardino Giraud
- Cardinale Alessandro Mattei
- Cardinale Pietro Francesco Galleffi
- Cardinale Giacomo Filippo Fransoni
- Cardinale Carlo Sacconi
- Cardinale Edward Henry Howard
- Cardinale Mariano Rampolla del Tindaro
- Cardinale Gennaro Granito Pignatelli di Belmonte
- Cardinale Pietro Boetto, S.I.
- Cardinale Giuseppe Siri
- Cardinale Giacomo Lercaro
- Vescovo Gilberto Baroni
- Cardinale Camillo Ruini
- Vescovo Lorenzo Loppa

## Pubblicazioni
- Lorenzo Loppa, In Persona Christi - Nomine Ecclesiae: linee per una teologia del ministero nel Concilio Ecumenico Vaticano II e nel magistero post-conciliare (1962-1985), Roma, Pontificia Università Lateranense, 1985.